# Джон Кіцгабер
Джон Альберт Кіцхабер (англ. John Albert Kitzhaber; нар. 5 березня 1947, Колфакс, Вашингтон) — американський політик-демократ. Він був губернатором штату Орегон з 2011 по 2015, раніше обіймав ту ж посаду у період між 1995 і 2003.

## Біографія
Закінчив середню школу у Юджині (1965), Дартмутський коледж (1969), Орегонський університет (1973).
Займався лікарською практикою у лікарні швидкої допомоги у Роузбурзі, Орегон (1973—1986).
Почав кар'єру у політиці як член Палати представників штату Орегон (1979⁣—⁣1981). У 1980 був обраний сенатором штату Орегон. У сенаті штату він прослужив три терміни з 1981 по 1993, бувши головою сенату з 1985 по 1993.
Кіцхабер був головним автором програми медичного страхування Орегону. У той час цей закон суперечив федеральному законодавству. Після того, як президент Білл Клінтон схвалив план, Орегон став лідером у галузі реформи медичного страхування.
Кіцхабер був 35-м губернатором штату Орегон і пропрацював на цій посаді два терміни (1995—2003). За конституцією штату він не зміг виставити свою кандидатуру ще раз на виборах 2002 року.
У перерві між діяльністю на посаді губернатора і виборами 2010 року Кіцхабер брав участь у діяльності кількох некомерційних соціальних організацій.
Переміг на виборах губернатора Орегону у 2010 році та з 10 січня 2011 року знову очолював штат.
У лютому 2015 він подав у відставку після звинувачення у конфлікті інтересів через роботу його нареченої Сільвії Хейз.
Був одружений з Шерон Лакруа з 1995 по 2003 року. Від цього шлюбу має сина Логана (1997).